# Арнаутово (Белгородская область)
Арнаутово — село Никитовского сельского поселения Красногвардейского района Белгородской области Российской Федерации. До 1928 года Арнаутово (село казённое) в составе 2-го стана Валуйского уезда Воронежской губернии (1796—1928).

## История
Согласно сведениям белгородского краеведа А. Ф. Плотникова датой основания поселения Арнаутово предположительно считается 1709 год. Первопоселенцами его явились государевы служилые люди, наделённые здесь землёй. В русской армии в XVIII веке «арнаутами» называли лёгкие иррегулярные войска, набиравшиеся из жителей Молдавии и Валахии — отсюда возможно происходит название селения.
В 1859 году — Валуйского уезда Воронежской губернии «село казённое Арнаутово при речке Палатове, на большом почтовом тракте из г. Валуек на г. Воронеж»: от уездного города 34 версты, от становой квартиры 2 версты; насчитывается 181 двор, 1650 чел. жителей: из них 792 муж. и 858 жен. пола.
В 1861 году в селении был построен деревянный православный храм — Богородицкая церковь, прихожанами которой стали жители села и близлежащих деревень. В 1889 году при сельской церкви была открыта приходская школа, поначалу её учениками стали восемь крестьянских детей, через 6 лет численность учащихся составила 30 человек.
По сведениям на 1900 год в селе насчитывалось 296 крестьянских дворов, 2011 жителей, имелась церковь, школа и винная лавка. В 1908 году на средства земства построили отдельное здание сельской школы — ныне это самое старое здание села, и в нём, по-прежнему учатся дети, несмотря на то, что в 2005 году было построено новое здание средней общеобразовательной школы.
Важной вехой в истории села стала  Столыпинская аграрная реформа 1906—1911 гг., когда десятки крестьянских семей жителей села выехали – переселились на постоянное место жительства в Сибирь, на Алтай, а также в Среднюю Азию, где ныне  живут потомки арнаутовцев.
В период советской власти с 1932 года Арнаутово — центр сельского Совета в Никитовском районе Центрально-чернозёмной области РСФСР.
Более ста человек, уроженцев Арнаутово, воевали с немецко-фашистскими захватчиками и погибли или пропали без вести на фронтах Великой Отечественной войны. Жители cела: учителя и школьники в единодушном патриотическом порыве оказывали материальную помощь Красной Армии, бьющейся с врагом, об этом свидетельствует правительственное благодарственное письмо, бывшее опубликованным в очередном номере районной газеты 26 марта 1944 года, и адресованное администрации и учащимся школы:
«Директору школы тов. Разумовскому, комсомольской организации тов. Плескачёвой. Прошу передать учителям, учащимся Арнаутовской неполной средней школы, собравшим 6000 рублей на строительство боевых самолетов, мой горячий привет и благодарность от Красной Армии. И. Сталин».
В 1950-е годы Арнаутово — центр довольно большого (2 села и 7 хуторов) сельского Совета в Никитовском районе Белгородской области, с 1960-х в Никитовском сельсовете Красногвардейского района. По данным Всесоюзной переписи населения  на 17 января 1979 года в селе проживало 791 человек; на 12 января 1989 — 674; в 1997 — 730 и насчитывалось 257 хозяйств.

## Известные уроженцы
- Красноруцкий Эдуард Алексеевич (род. 1940) — военный лётчик, кавалер ордена Красной Звезды, генерал-лейтенант ВВС СССР[4].
- Фатнев Василий Акимович — отличник здравоохранения, заслуженный врач Российской Федерации[5].
- Кирпичёв Иван Михайлович — заслуженный работник сельского хозяйства Российской Федерации[6].